# نظام مراقبة عامل الخطر السلوكي
نظام مراقبة عامل الخطر السلوكي (BRFSS) في الولايات المتحدة هو مسح صحي يدرس عوامل الخطر السلوكية. وتتم إدارته بواسطة مراكز مكافحة الأمراض والوقاية منها ويتم إجراؤه بواسطة الإدارات الصحية في الولايات. ويتم إجراء المسح عن طريق الهاتف ويُعتبر أكبر مسح من نوعه في العالم. وفي عام 2009، بدأت إدارة نظام مراقبة عامل الخطر السلوكي في إجراء مسوحات باستخدام الهاتف الخلوي بالإضافة إلى الهواتف «الأرضية» التقليدية.

## الوصف
إن نظام مراقبة عامل الخطر السلوكي هو مسح مقطعي عبر الهاتف يتم إجراؤه بواسطة الإدارات الصحية التابعة للولايات مع المساعدة التقنية والمنهجية المقدمة من قِبل مراكز مكافحة الأمراض والوقاية منها. بالإضافة إلى جميع الولايات الـ 50، يتم إجراء نظام مراقبة عامل الخطر السلوكي أيضًا بواسطة الإدارات الصحية في مقاطعة كولومبيا وغوام وبورتريكو والجزر العذراء الأمريكية.
ويمكن للولايات إضافة أسئلتها الخاصة للمسح، الذي يتألف من مجموعة أساسية من الأسئلة حول موضوعات معينة مثل سلامة السيارة أو السمنة أو التمارين. وتحصل الولايات على تمويل من الحكومة الاتحادية لإدارة هذه الاستبيانات وتقوم بدفع قيمة الأسئلة الإضافية بنفسها.
ويمكن للحكومة الاتحادية الأمريكية بعد ذلك مقارنة الولايات استنادًا إلى الأسئلة الرئيسية لتخصيص التمويل والتدخلات محل الاهتمام. كما تستخدم الولايات نفسها نتائج المسح لتركيز التدخلات ولاتخاذ قرار بشأن ما يستحق التركيز. كما تعتمد حكومات المدن والمقاطعات والحكومات المحلية على بيانات نظام مراقبة عامل الخطر السلوكي للحصول على معلومات حول ولاياتها القضائية.

## وصلات خارجية
- Behavioral Risk Factor Surveillance System
- CDC Website
- step-by-step how to analyze the Behavioral Risk Factor Surveillance System with free tools website